# Budy Łańcuckie
Budy Łańcuckie is een plaats in het Poolse district  Łańcucki, woiwodschap Subkarpaten. De plaats maakt deel uit van de gemeente Białobrzegi en telt 1900 inwoners.